# جنگل ملی کلیولند
جنگل ملی کلیولند (به انگلیسی: Cleveland National Forest) یک جنگل ملی در ایالت کالیفرنیا در آمریکا است.
مساحت این جنگل ۱۹۰۰ کیلومتر مربع است.